# MPEG-H
MPEG-H (Vysoce efektivní kódování a doručování médií v heterogenních prostředích – ISO/IEC 23008) je sada standardů pro kompresi videa, zvuku a streamování médií, vyvinutá skupinou MPEG. Jedná se o následovníka sady MPEG-4.
Obsahuje mimo jiné následující části:
Část 1 – MPEG Media Transport (MMT)Definuje kontejnerový formát pro streamování médií, následníka MPEG-2 TS.
Část 2 – High Efficiency Video Coding (HEVC)Kompresní formát pro video, známý také jako H.265, který by měl mít dvakrát účinnější kompresi než MPEG-4 AVC.
Část 3 – 3D AudioKompresní formát pro kódování prostorového zvuku, který podporuje velké množství kanálů a zvukových objektů a umožňuje zvuk personalizovat.
Část 12 – Image File FormatDefinuje kontejnerový formát pro obrázky a jejich sekvence.